# (4625) Shchedrin
(4625) Shchedrin est un astéroïde de la ceinture principale.

## Description
(4625) Shchedrin est un astéroïde de la ceinture principale. Il fut découvert le 20 octobre 1982 à Naoutchnyï par Lioudmila Karatchkina. Il présente une orbite caractérisée par un demi-grand axe de 2,60 UA, une excentricité de 0,24 et une inclinaison de 1,6° par rapport à l'écliptique.
Cet astéroïde est nommé en l'honneur du compositeur russe Rodion Chtchedrine.

## Compléments